# Saint-Maximin (Gard)
Pour les articles homonymes, voir Saint-Maximin.
Saint-Maximin est une commune française située dans l'est du département du Gard, en région Occitanie. Ses habitants sont les Saint-Maximinois.
Exposée à un climat méditerranéen, elle est drainée par le Les Seynes, l'Alzon et par divers autres petits cours d'eau. Incluse dans les gorges du Gardon.
Saint-Maximin est une commune rurale qui compte 794 habitants en 2022, après avoir connu une forte hausse de la population depuis 1962. Elle est dans l'agglomération d'Uzès, et fait donc partie de la communauté de commune du Pays d'Uzès. Elle fait également partie de l'aire d'attraction de Nîmes. Ses habitants sont appelés les Saint-Maximinois ou  Saint-Maximinoises.
Au cœur du village de Saint-Maximin se trouve le château Racine, où le célèbre écrivain fut hébergé et dont le nom a été repris. Le château est inscrit MH partiellement, c'est
Le patrimoine architectural de la commune comprend deux  immeubles protégés au titre des monuments historiques : l'aqueduc de Nîmes, inscrit  en 1997, et le château, inscrit en 1997.

## Géographie

### Situation géographique
| Uzès             |               | Saint-Siffret |
|                  | Saint-Maximin | Argilliers    |
| Sanilhac-Sagriès |               | Collias       |

La commune de Saint-Maximin est une commune limitrophe de la commune d'Uzès, qui est situé dans la plaine de l'Alzon.
La commune est facilement accessible par la route Départementale 981 (Remoulins-Uzès) et la route Départementale 979 (Nîmes-Uzès).

### Climat
Pour des articles plus généraux, voir Climat de l'Occitanie et Climat du Gard.
En 2010, le climat de la commune est de type climat méditerranéen franc, selon une étude s'appuyant sur une série de données couvrant la période 1971-2000. En 2020, Météo-France publie une typologie des climats de la France métropolitaine dans laquelle la commune est exposée à un climat méditerranéen et est dans la région climatique Provence, Languedoc-Roussillon, caractérisée par une pluviométrie faible en été, un très bon ensoleillement (2 600 h/an), un été chaud (21,5 °C), un air très sec en été, sec en toutes saisons, des vents forts (fréquence de 40 à 50 % de vents > 5 m/s) et peu de brouillards.
Pour la période 1971-2000, la température annuelle moyenne est de 13,5 °C, avec une amplitude thermique annuelle de 17,3 °C. Le cumul annuel moyen de précipitations est de 777 mm, avec 6,1 jours de précipitations en janvier et 3 jours en juillet. Pour la période 1991-2020, la température moyenne annuelle observée sur la station météorologique la plus proche, située sur la commune d'Uzès à 3 km à vol d'oiseau, est de 14,5 °C et le cumul annuel moyen de précipitations est de 809,4 mm,. Pour l'avenir, les paramètres climatiques de la commune estimés pour 2050 selon différents scénarios d'émission de gaz à effet de serre sont consultables sur un site dédié publié par Météo-France en novembre 2022.

### Milieux naturels et biodiversité

#### Espaces protégés
La protection réglementaire est le mode d’intervention le plus fort pour préserver des espaces naturels remarquables et leur biodiversité associée,.
La commune fait également partie des gorges du Gardon, un territoire  reconnu réserve de biosphère par l'UNESCO en 2015 pour l'importante biodiversité qui la caractérise, mariant garrigues, plaines agricoles et yeuseraies,.

## Urbanisme

### Typologie
Au 1er janvier 2024, Saint-Maximin est catégorisée commune rurale à habitat dispersé, selon la nouvelle grille communale de densité à sept niveaux définie par l'Insee en 2022.
Elle appartient à l'unité urbaine d'Uzès, une agglomération intra-départementale regroupant quatre  communes, dont elle est une commune de la banlieue,,. Par ailleurs la commune fait partie de l'aire d'attraction de Nîmes, dont elle est une commune de la couronne,. Cette aire, qui regroupe 92 communes, est catégorisée dans les aires de 200 000 à moins de 700 000 habitants,.

### Occupation des sols
L'occupation des sols de la commune, telle qu'elle ressort de la base de données européenne d’occupation biophysique des sols Corine Land Cover (CLC), est marquée par l'importance des forêts et milieux semi-naturels (49,2 % en 2018), en diminution par rapport à 1990 (50,8 %). La répartition détaillée en 2018 est la suivante : 
cultures permanentes (31 %), milieux à végétation arbustive et/ou herbacée (24,8 %), forêts (24,5 %), zones agricoles hétérogènes (12,8 %), zones urbanisées (6,3 %), terres arables (0,8 %). L'évolution de l’occupation des sols de la commune et de ses infrastructures peut être observée sur les différentes représentations cartographiques du territoire : la carte de Cassini (XVIIIe siècle), la carte d'état-major (1820-1866) et les cartes ou photos aériennes de l'IGN pour la période actuelle (1950 à aujourd'hui).

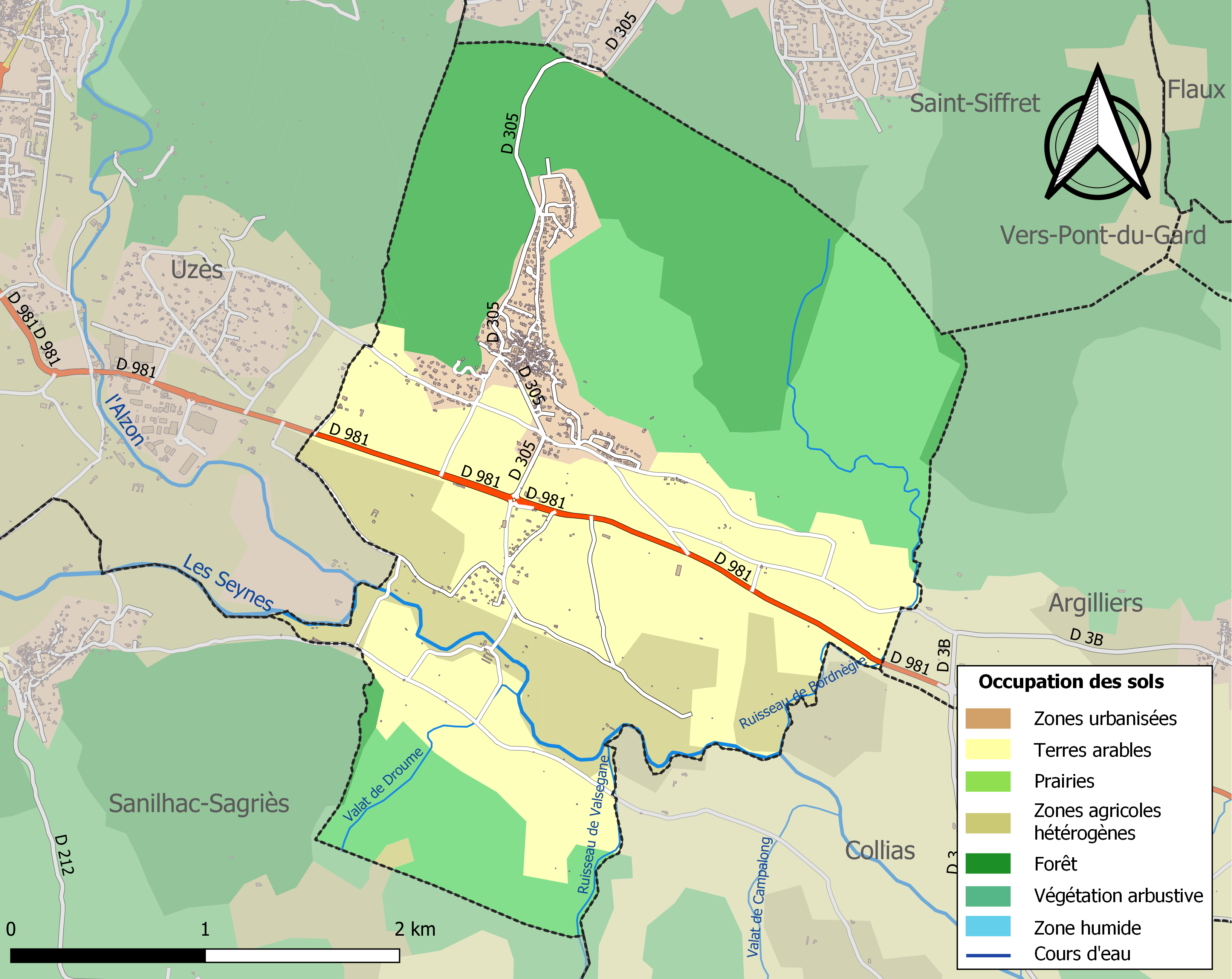
Carte des infrastructures et de l'occupation des sols de la commune en 2018 (CLC).

### Risques majeurs
Le territoire de la commune de Saint-Maximin est vulnérable à différents aléas naturels : météorologiques (tempête, orage, neige, grand froid, canicule ou sécheresse), inondations, feux de forêts, mouvements de terrains et séisme (sismicité modérée). Il est également exposé à un risque particulier : le risque de radon. Un site publié par le BRGM permet d'évaluer simplement et rapidement les risques d'un bien localisé soit par son adresse soit par le numéro de sa parcelle.

#### Risques naturels
Certaines parties du territoire communal sont susceptibles d’être affectées par le risque d’inondation par débordement de cours d'eau et par une crue torrentielle ou à montée rapide de cours d'eau, notamment Les Seynes et l'Alzon. La commune a été reconnue en état de catastrophe naturelle au titre des dommages causés par les inondations et coulées de boue survenues en 1982, 1983, 1988, 1990, 1998, 2002 et 2014,.

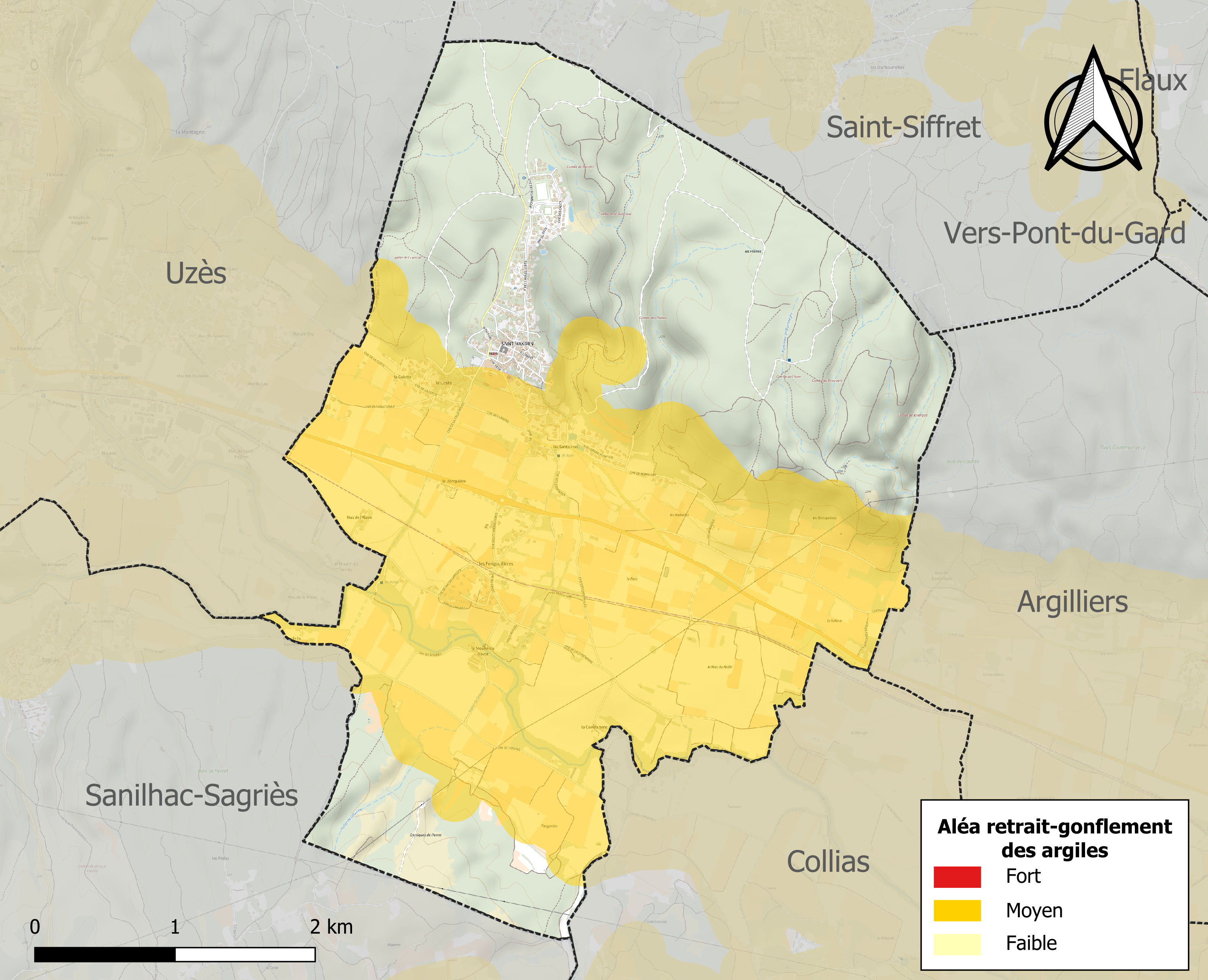
Carte des zones d'aléa retrait-gonflement des sols argileux de Saint-Maximin.

La commune est vulnérable au risque de mouvements de terrains constitué principalement du retrait-gonflement des sols argileux. Cet aléa est susceptible d'engendrer des dommages importants aux bâtiments en cas d’alternance de périodes de sécheresse et de pluie. 54 % de la superficie communale est en aléa moyen ou fort (67,5 % au niveau départemental et 48,5 % au niveau national). Sur les 464 bâtiments dénombrés sur la commune en 2019, 203 sont en aléa moyen ou fort, soit 44 %, à comparer aux 90 % au niveau départemental et 54 % au niveau national. Une cartographie de l'exposition du territoire national au retrait gonflement des sols argileux est disponible sur le site du BRGM,.
Par ailleurs, afin de mieux appréhender le risque d’affaissement de terrain, l'inventaire national des cavités souterraines permet de localiser celles situées sur la commune.
Concernant les mouvements de terrains, la commune a été reconnue en état de catastrophe naturelle au titre des dommages causés par des mouvements de terrain en 1983 et par des glissements de terrain en 1988.

#### Risque particulier
Dans plusieurs parties du territoire national, le radon, accumulé dans certains logements ou autres locaux, peut constituer une source significative d’exposition de la population aux rayonnements ionisants. Certaines communes du département sont concernées par le risque radon à un niveau plus ou moins élevé. Selon la classification de 2018, la commune de Saint-Maximin est classée en zone 2, à savoir zone à potentiel radon faible mais sur lesquelles des facteurs géologiques particuliers peuvent faciliter le transfert du radon vers les bâtiments.

## Vie pratique
La commune de Saint Maximin possède une école, l'école publique de Saint-Maximin. L'école comprend 4 classes:
- une classe maternelle (Petite, Moyenne et Grande Section)
- trois classes élémentaires (CP, CE1/CE2, CM1/CM2)
Elle est travaillent en partenariat avec la municipalité et l'association des Parents d'élèves "Les petits Racine".
La commune possède également une agence postale qui est d'une grande utilité pour les habitants de la commune.

## Histoire
À partir de 1150, la commune était désignée par le nom de "CASTRUM SANCTI MAXI".
Au cours de la Révolution française, la commune porte provisoirement les noms de Marathon et de Maximin-la-Coste.

## Héraldique
| Blason de Saint-Maximin | Blason  | De sinople à la fasce losangée d'argent et de sable. |
| Blason de Saint-Maximin | Détails | Le statut officiel du blason reste à déterminer.     |

## Politique et administration
| Période                                  | Période   | Identité           | Étiquette | Qualité |
| ---------------------------------------- | --------- | ------------------ | --------- | --- |
| avant 1981                               | 1983      | Fortuné Blanc      |           | |
| 1983                                     | ?         | Henri Vincent      |           | |
| mars 2001                                | mars 2020 | Luc Boisson        | SE        | Retraité Fonction publique (sauf enseignement) Vice-président de la communauté de communes du Pays d'Uzès depuis 2013 |
| mars 2020                                | En cours  | Henri Pierre Arqué |           | |
| Les données manquantes sont à compléter. |           |                    |           | |

## Démographie
L'évolution du nombre d'habitants est connue à travers les recensements de la population effectués dans la commune depuis 1793. Pour les communes de moins de 10 000 habitants, une enquête de recensement portant sur toute la population est réalisée tous les cinq ans, les populations de référence des années intermédiaires étant quant à elles estimées par interpolation ou extrapolation. Pour la commune, le premier recensement exhaustif entrant dans le cadre du nouveau dispositif a été réalisé en 2004.

En 2022, la commune comptait 794 habitants, en évolution de +8,17 % par rapport à 2016 (Gard : +2,97 %, France hors Mayotte : +2,11 %).
| 1793 | 1800 | 1806 | 1821 | 1831 | 1836 | 1841 | 1846 | 1851 |
| ---- | ---- | ---- | ---- | ---- | ---- | ---- | ---- | ---- |
| 569  | 519  | 534  | 530  | 563  | 583  | 573  | 630  | 521  |

| 1856 | 1861 | 1866 | 1872 | 1876 | 1881 | 1886 | 1891 | 1896 |
| ---- | ---- | ---- | ---- | ---- | ---- | ---- | ---- | ---- |
| 525  | 528  | 514  | 463  | 451  | 436  | 509  | 442  | 392  |

| 1901 | 1906 | 1911 | 1921 | 1926 | 1931 | 1936 | 1946 | 1954 |
| ---- | ---- | ---- | ---- | ---- | ---- | ---- | ---- | ---- |
| 374  | 354  | 299  | 223  | 201  | 206  | 204  | 192  | 224  |

| 1962 | 1968 | 1975 | 1982 | 1990 | 1999 | 2004 | 2006 | 2009 |
| ---- | ---- | ---- | ---- | ---- | ---- | ---- | ---- | ---- |
| 243  | 255  | 278  | 393  | 628  | 630  | 613  | 609  | 664  |

| 2014 | 2019 | 2022 | - | - | - | - | - | - |
| ---- | ---- | ---- | - | - | - | - | - | - |
| 705  | 770  | 794  | - | - | - | - | - | - |

## Économie

### Revenus
En 2018  (données Insee publiées en septembre 2021), la commune compte 341 ménages fiscaux, regroupant 798 personnes. La médiane du revenu disponible par unité de consommation est de 21 420 € (20 020 € dans le département).

### Emploi
|                | 2008   | 2013   | 2018   |
| -------------- | ------ | ------ | ------ |
| Commune        | 7,4 %  | 10,1 % | 11,1 % |
| Département    | 10,6 % | 12 %   | 12 %   |
| France entière | 8,3 %  | 10 %   | 10 %   |

En 2018, la population âgée de 15 à 64 ans s'élève à 434 personnes, parmi lesquelles on compte 74,4 % d'actifs (63,3 % ayant un emploi et 11,1 % de chômeurs) et 25,6 % d'inactifs,. En  2018, le taux de chômage communal (au sens du recensement) des 15-64 ans est inférieur à celui du département, mais supérieur à celui de la France, alors qu'en 2008 il était inférieur à celui de la France.
La commune fait partie de la couronne de l'aire d'attraction de Nîmes, du fait qu'au moins 15 % des actifs travaillent dans le pôle,. Elle compte 85 emplois en 2018, contre 76 en 2013 et 73 en 2008. Le nombre d'actifs ayant un emploi résidant dans la commune est de 286, soit un indicateur de concentration d'emploi de 29,8 % et un taux d'activité parmi les 15 ans ou plus de 52,8 %.
Sur ces 286 actifs de 15 ans ou plus ayant un emploi, 45 travaillent dans la commune, soit 16 % des habitants. Pour se rendre au travail, 92,4 % des habitants utilisent un véhicule personnel ou de fonction à quatre roues, 1,4 % les transports en commun, 2 % s'y rendent en deux-roues, à vélo ou à pied et 4,1 % n'ont pas besoin de transport (travail au domicile).

### Activités hors agriculture
63 établissements sont implantés  à Saint-Maximin au 31 décembre 2019. Le tableau ci-dessous en détaille le nombre par secteur d'activité et compare les ratios avec ceux du département,.
| Secteur d'activité                                                                                        | Commune | Commune | Département |
| Secteur d'activité                                                                                        | Nombre  | %       | %           |
| --- | ------- | ------- | ----------- |
| Ensemble                                                                                                  | 63      |         |             |
| Industrie manufacturière, industries extractives et autres                                                | 3       | 4,8 %   | (7,9 %)     |
| Construction                                                                                              | 12      | 19 %    | (15,5 %)    |
| Commerce de gros et de détail, transports, hébergement et restauration                                    | 16      | 25,4 %  | (30 %)      |
| Activités financières et d'assurance                                                                      | 2       | 3,2 %   | (3 %)       |
| Activités immobilières                                                                                    | 6       | 9,5 %   | (4,1 %)     |
| Activités spécialisées, scientifiques et techniques et activités de services administratifs et de soutien | 11      | 17,5 %  | (14,9 %)    |
| Administration publique, enseignement, santé humaine et action sociale                                    | 7       | 11,1 %  | (13,5 %)    |
| Autres activités de services                                                                              | 6       | 9,5 %   | (8,8 %)     |

Le secteur du commerce de gros et de détail, des transports, de l'hébergement et de la restauration est prépondérant sur la commune puisqu'il représente 25,4 % du nombre total d'établissements de la commune (16 sur les 63 entreprises implantées  à Saint-Maximin), contre 30 % au niveau départemental.

### Agriculture
La commune est dans les Garrigues, une petite région agricole occupant le centre du département du Gard. En 2020, l'orientation technico-économique de l'agriculture  sur la commune est la viticulture. 
|               | 1988 | 2000 | 2010 | 2020 |
| ------------- | ---- | ---- | ---- | ---- |
| Exploitations | 23   | 18   | 14   | 12   |
| SAU (ha)      | 333  | 289  | 209  | 196  |

Le nombre d'exploitations agricoles en activité et ayant leur siège dans la commune est passé de 23 lors du recensement agricole de 1988  à 18 en 2000 puis à 14 en 2010 et enfin à 12 en 2020, soit une baisse de 48 % en 32 ans. Le même mouvement est observé à l'échelle du département qui a perdu pendant cette période 61 % de ses exploitations,. La surface agricole utilisée sur la commune a également diminué, passant de 333 ha en 1988 à 196 ha en 2020. Parallèlement la surface agricole utilisée moyenne par exploitation a augmenté, passant de 14 à 16 ha.

## Culture locale et patrimoine

### Lieux et monuments
- Pont de Bornègre
- Église Saint-Maximin de Saint-Maximin.
- Le château de Saint Maximin.  Il n' a jamais été habité par Jean Racine car lors de sa venue à Uzès en 1661-1662 le château appartenait à la famille de Thézan. Son oncle Sconin avait fait construire un prieuré d'où la confusion. En 1726, il est acheté par les Sconin, cousins de Jean Racine. Il est ensuite acheté par les La Place, puis Duclap et Goirand  de la Baume.

### Personnalités liées à la commune
Le poète et dramaturge Jean Racine séjourna à Saint-Maximin durant les années 1661 et 1662. Il vécut alors chez son oncle maternel, Antoine Sconin, vicaire général d'Uzès.